# Brian Stiller
Brian Stiller (1942) è un predicatore, giornalista e educatore canadese, di religione evangelica pentecostale.

## Biografia
Dopo aver trascorso l'infanzia nella casa di un ministro pentecostale, conseguì la laurea in storia all'Università di Toronto, il Master's degree al Wycliffe College e il Doctor of Ministry al seminario teologico "Gordon-Conwell" statunitense. Inoltre, ricevette due dottorati onorari dal Briercrest College di Caronport, non distante da Saskatchewan, e dalla Trinity Western University di Langley.
Durante gli anni '60, Stiller collaborò con i giovani volontari della Youth for Christ, come responsabile della sede di Montreal, poi di quella di Toronto e infine come presidente nazionale.
Nominato presidente dell'Evangelical Fellowship del Canada (EFC), fondò la rivista nazionale Faith Today, della quale divenne caporedattore, affermandosi come opinionista noto ai cristiani di tutto il Paese. Pochi mesi più tardi, iniziò ad essere invitato come ospite di vari programmi televisivi -fra i quali Cross Currents in onda su Vision TV. nelle quali si pronunciava su questioni di etica e morale.
Nel 1997, lasciò l'EFC per diventare presidente della Tyndale University College & Seminary di Toronto. L'istituto usciva da un'importante ristrutturazione e, durante il suo mandato, divenne il più grande seminario del Canada a seguito dell'acquisto di un campus di 56 acri dalle suore di San Giuseppe.
Nel 2009, Stiller fu nominato presidente della Tyndale Foundation, e, a luglio del 2011, iniziò la missione di ambasciatore globale dell'Alleanza evangelica mondiale, un'organizzazione che rappresenta più di 600 milioni di fedeli evangelici distribuiti in tutto il mondo.